# 哈爾蘇里山
20°13′31″S 66°38′57″W / 20.22528°S 66.64917°W
哈爾蘇里山（Jalsuri），是玻利維亞的山峰，位於該國西南部波托西省的安東尼奧基哈羅省，處於烏尤尼東北面，屬於安第斯山脈的一部分，海拔高度5,006米。